# یوخن زاکسه
یوخن زاکسه (آلمانی: Jochen Sachse؛ زادهٔ ۲ اکتبر ۱۹۴۸) پرتاب‌گر چکش اهل آلمان است.